# Streufelsberg
Der Streufelsberg ist mit 739,8 m ü. NHN der höchste und nördlichste Berg des Naturraums Ostabfall der Langen Rhön. Er liegt abseits der übrigen Berge des Ostabfalls. Erhebungen der Langen Rhön wie der Rhönkopf liegen auf der Luftlinie zwischen diesen.

## Geographie

### Lage
Der Streufelsberg liegt 2,0 km südwestlich von Reichenhausen (zu Erbenhausen), 2,4 km westsüdwestlich von Erbenhausen, 3,0 km nordwestlich von Melpers, 3,9 km nordnordöstlich von Leubach (zu Fladungen), 4,2 km nordöstlich von Frankenheim und 4,1 km südöstlich von Oberweid.

### Naturräumliche Zuordnung
Der Streufelsberg gehört in der naturräumlichen Haupteinheitengruppe Osthessisches Bergland (Nr. 35), in der Haupteinheit Hohe Rhön (354) und in der Untereinheit Zentrale Rhön (354.1) zum Naturraum Ostabfall der Langen Rhön (354.12).

## Schutzgebiete
Auf dem Streufelsberg befinden sich Teile des Landschaftsschutzgebiets Thüringische Rhön sowie das Naturschutzgebiet Rhönkopf-Streufelsberg.

## Sonstiges
Zwischen Rhönkopf und Streufelsberg entspringt die Streu, ein orographisch rechter Nebenfluss der Fränkischen Saale.